# Abdel Fatah Younes

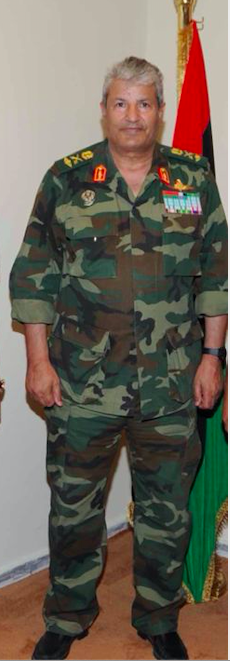
Younis em 2011.

Abdul Fatah Younis Al-Obeidi (em árabe: عبد الفتاح يونس, ou Abdel, ou Fattah Younis, ou Fattah Younes, ou Fatah Younes) (1944 - 28 de julho de 2011, Líbia), em 1969, foi um dos militares que ajudou a depor o Rei Idris, era o Ministro do Interior do Regime de Gadafi até 22 de fevereiro de 2011, no início da Guerra Civil Líbia, quando renunciou e passou para o lado dos rebeldes.
Muitos rebeldes eram contrários à sua liderança no campo militar como Khalifa Hafter, que disputou o comando das forças rebeldes em Bengazi com Younis.
No dia 29 de julho de 2012 foi anunciado seu assassinato.

## O Assassinato de Abdel Fatah Younis
Antes de sua morte o Gen. Younis foi detido na linha de frente próxima a Brega, em Zueitina, por integrantes da Milícia Mártires de 17 de Fevereiro para responder às acusações de que ele havia visitado Trípoli para se encontrar com ministros de Gadafi, de que membros da sua família tinham se mantido aliados ao Regime Líbio e de tráfico de armas para os oficialistas.
Após sua detenção, combatentes da mesma tribo que Younis deixaram a linha de frente e se dirigiram à Bengazi, o que fez surgir postos de controle naquela cidade, homens armados invadiram o Hotel Tibesti onde o líder do CNT, Mustafa Abdul Jalil, anunciou a morte de Younis, e dispararam diversos tiros de fuzil nas paredes.
Seu corpo foi encontrado junto com o de dois de seus colaboradores: o Coronel Muhammad Khamis e Nasir al-Madhkur. Havia relatos conflitantes, uns diziam que ele foi executado com um tiro na cabeça e outros diziam que ele morreu sob tortura durante o interrogatório. Parentes encontraram o corpo queimado e crivado de balas.
Em um primeiro momento o Conselho Nacional de Transição (CNT) tentou atribuir a autoria do crime a agentes de Muamar Gadafi, mas depois passou a atribuir a autoria do assassinato a extremistas islâmicos da Brigada Obaida Ibn Jarrah. O Regime Líbio acusou pessoalmente Fawzi Bu Kitf, chefe da União das Forças Revolucionárias, por sua vez Bu Kitf responsabilizou  Mustafa al-Rubh, o comandante de campo que tinha sido despachado para prender Younis. Uma investigação posterior apontou Ali Abdelaziz Al-Saad Essawi como principal responsável, que negou o envolvimento em um telefonema para a estação local de televisão Awalen.
Os legalistas diziam que incidente demonstraria que os rebeldes não seriam capazes de governar a Líbia, pois não foram capazes de proteger seu próprio comandante militar. O porta-voz legalista Moussa Ibrahim aproveitou a oportunidade para criticar o reconhecimento dos rebeldes como único representante do povo líbio, feito pelo governo britânico na véspera do incidente, e para responsabilizar a Al-Qaeda pelo assassinato de Younis.
No momento de seu enterro, seu filho, Ashraf gritou: "Queremos a volta de Muamar, queremos a bandeira verde de volta!".